# Clube do Balanço
Clube do Balanço est un groupe brésilien de samba rock, originaire de São Paulo.

## Histoire
Le groupe est fondé en 1999, et l'un des plus importants représentants du genre.
Au début des années 2000, le genre de la samba rock est remodelé sous une forme plus modernisée avec des échantillons électroniques, s'éloignant de la configuration traditionnelle de la musique des années 1970 de Jorge Ben et Trio Mocotó. Cette forme plus récente est caractérisée par les groupes Sandália de Prata et Clube do Balanço, qui ont d'abord joué dans les quartiers bourgeois de São Paulo. Dirigé par Marco Mattoli, qui partage le chant avec Tereza Gama (pt), le groupe sort en 2001 son premier album Swing & Samba-rock avec la participation de Paula Lima (pt), Ivo Meirelles (pt), Seu Jorge, les frères Wilson Simoninha (pt) et Max de Castro (pt), Marku Ribas (pt), Bebeto, Luís Vagner et Erasmo Carlos. Défini par les membres du groupe comme « le fruit d'une formation heureuse, amusante et insolite d'une communauté artistique, afin de redécouvrir et revigorer cette soi-disant samba-rock ».
En 2005 sort le deuxième album, Samba Incrementado, plus original et sans collaboration extérieure. En juillet 2009, le Clube do Balanço sort son troisième album Pela Contramão ; les 12 chansons qui composent l'album sont complètement originales et ont une touche de jazz et de soul. L'album Menina da Janela de 2014 présente un partenariat avec le chanteur de samba Nei Lopes, co-auteur de Time contra.

## Discographie
- 2001 : Swing & samba-rock (Regata/Jam Music)
- 2005 : Samba augmentée (MCD)
- 2009 : Pela Contramão (Yb Music)
- 2014 : Menina da Janela (Yb Music)
- 2019 : Balanço na quebrada (Yb Music)
- 2024 : Cadê Tereza? (Yb Music)